# The Little Endless Storybook
The Little Endless Storybook è un libro illustrato di Jill Thompson pubblicato dalla Vertigo, succursale della DC Comics. Presenta i personaggi noti come gli Eterni della serie a fumetti The Sandman di Neil Gaiman nelle vesti di bambini.

## Trama
La storia vede Barnabas, il cane di Distruzione con l'ordine imperativo di sorvegliare Delirio dopo che questa scomparve. Visitò ognuno degli Eterni per sapere se avevano visto Delirio, ma nessuno di loro aveva la minima idea di dove fosse. Alla fine, Barnabas la trovò radunando tutti i sigilli degli Eterni e convocandola.

## Ispirazione e storia
Nella raccolta con copertina rigida del 2004 della storia, Jill Thompson affermò che l'idea di concepire gli Eterni come bambini arrivò da un passaggio che Neil Gaiman scrisse per la storia presente in Sandman, "Parliament of Rocks", dove un personaggio raccontava una storia a proposito di Morte e Sogno da bambini. I primi personaggi ad essere resi in "forma diminutiva", Sogno e Morte, comparvero The Sandman n. 40.